# SimCopter
SimCopter — відеогра в жанрі симулятор, створена студією Maxis і видана компанією Electronic Arts в 1996 році для Windows 95, Windows 98, Mac OS, а також перша гра серії Sim, виконана повністю в 3D-графіці.

## Ігровий процес
Гравець може конвертувати місто з SimCity 2000, яке буде відображатися в 3D-графіці, і управляти льотчиком-новобранцем, який отримує власний вертоліт. Він повинен виконувати різні місії, такі, як порятунок сімів з палаючої будівлі або потопаючого судна, арешт злочинців, контроль над заворушеннями і евакуація поранених сімів до найближчих лікарень. Вдало виконуючи місії, гравець отримує нагороду у вигляді грошей, які він може витратити на модернізацію і покупку нових, більш швидких і досконалих вертольотів, завдяки яким йому будуть доступні нові місії, такі, як гасіння пожежі за допомогою водяної гармати або розгін натовпу сльозогінним газом. Якщо ж гравець невдало виконує місії, то він, навпаки, платить штрафи.

## Критика
Критик журналу GameSpot Марк Іст у своєму огляді на 1996 рік назвав гру справжнім сюрпризом для фанатів SimCity 2000, адже тепер у них з'явилася можливість споглядати своє власне місто в тривимірному зображенні. З іншого боку, Марк розкритикував якість графіки, яка місцями виглядає відверто халтурно, хоча, на його думку, це єдиний недолік у грі, решта: геймплей і звуковий супровід — зроблено на найвищому рівні..

## Скандал
У ранніх копіях відеогри на вулицях можна було помітити масове скупчення людей, які були одягнені тільки в червоні плавки, танцювали разом з поліцейськими і цілувалися один з одним, а на грудях у них були намальовані яскраві червоні соски. Такі люди отримали назву «Himbo». При цьому натовп можна було чітко розгледіти на далекій відстані і при поганій погоді. Незабаром було з'ясовано, що «великоднє яйце» у гру додав ігровий дизайнер Жак Сервін, висловлюючи свій протест у відповідь на «нестерпні умови праці» в студії Maxis.
В результаті Maxis негайно звільнила ігрового дизайнера і тимчасово припинила випуск гри, пропустивши зимовий сезон, з нових копій гри були видалені «Хімбо». Це викликало протест у членів організації ACT UP і представників ЛГБТ-руху, які закликали бойкотувати ігри студії Maxis. Пізніше відповідальність за «Хімбо» взяла на себе організація RTMark і включила SimCopter разом з 16 іншими іграми в список «творчої підривної діяльності».